# 森清和
森 清和（もり せいわ、1942年 - 2004年1月11日）は、日本の水辺環境技術者。環境研究者。
横浜市の職員として横浜市環境科学研究所エコシティ研究室で市内の水辺環境に関する業務に従事するかたわらで、水郷水都全国会議（1985年第1回開催）全国実行委員、全国水環境交流会（1993年設立）代表幹事、自然環境復元研究会（1990年設立）評議員、全国トンボ市民サミット（1990年第1回開催）の実行委員などを歴任し、よこはまかわを考える会（1982年設立）、鶴見川を楽しくする会（1987年設立）、全国水環境交流会ほかを率いて多くの環境保全に関わった。
1984年（昭和59年）に「当時の状況では，痛烈な河川行政批判とも受け取られる内容」と評される著書『都市と川』を三木和郎の変名で公刊した。同書は「1980年代末までに日本の河川があまりにも人工的・画一的に改修され，単なる『排水路』と化した状況に対して，河川行政に携わる人々の間でも反省の機運が高まっていたという点がある．そうした動きの先駆け」とされ、従来のコンクリート三面張り護岸に象徴される治水優先の河川管理に批判的な動きはやがて日本の河川行政の転換を示す1990年（平成2年）の建設省通達「『多自然型川づくり』の推進について」へと繋がっていった。
1998年（平成10年）4月、森が代表を務める全国水環境交流会は旧建設省の打診を受け、同年7月から毎年1回の「全国川の日ワークショップ」の主催を開始。同ワークショップは2008年より「いい川・いい川づくりワークショップ」にリニューアルして、2023年現在も続いている。また、森の没後、全国水環境交流会は「森清和賞」を創設して授与している。

## 主な著書
- 三木和郎『都市と川』農山漁村文化協会〈人間選書 69〉、1984年7月。ISBN 454084010-X。 ※三木和郎の名義で出版。
- 『市民の安全・環境』 学陽書房〈シリーズ自治を創る 15〉（共著）
- 『自然環境復元の技術』 朝倉書店（共著）
- 『エコロジカル・デザイン : いきものと共生するまちづくりベーシックマニュアル』 ぎょうせい出版（共著）
- 『環境学習のための人づくり・場づくり』 ぎょうせい出版（共著）
- 『ランドスケープデザイン』 技報堂出版〈ランドスケープ大系 3〉（共著）